# Hilde Dierickx
Hilde Dierickx (Dendermonde, 7 mei 1955) is een voormalig Belgisch politica voor Open Vld.

## Levensloop
Dierickx studeerde in 1979 af als licentiaat in de tandheelkunde aan de Rijksuniversiteit Gent en opende een eigen tandartspraktijk in Dendermonde.
Ze werd politiek actief voor de toenmalige liberale partij VLD en werd nationaal bestuurslid van de partij, alsook bestuurslid van de VLD Vrouwen. Van 2001 tot 2012 was ze gemeenteraadslid en daarna van 2013 tot 2018 OCMW-raadslid van Dendermonde.
In mei 2003 werd Hilde Dierickx voor de kieskring Oost-Vlaanderen verkozen in de Kamer van volksvertegenwoordigers, waar ze tot aan de verkiezingen van juni 2007 bleef zetelen. In de Kamer was zij vast lid van de commissie voor volksgezondheid, leefmilieu en maatschappelijke hernieuwing en van het adviescomité voor wetenschappelijke en technologische vraagstukken. Ook was ze plaatsvervangend lid van de Raadgevende Interparlementaire Beneluxraad. In juni 2007 raakte Dierickx niet herkozen.
Haar zoon Laurens Hofman werd eveneens politiek actief voor Open Vld en is sinds 2013 gemeenteraadslid en sinds 2024 schepen van Dendermonde.